# Claude Willard
Pour les articles homonymes, voir Willard.
Claude Willard, né le 20 mai 1922 à Paris et mort le 30 novembre 2017 à Boulogne-Billancourt, est un historien français, spécialiste des études sur le mouvement ouvrier, le socialisme et le communisme.

## Biographie
Fils de l'avocat Marcel Willard, Claude Willard est professeur agrégé d'histoire. Après avoir enseigné à Paris (lycée Charlemagne), il est maître de conférences à la faculté des lettres de Poitiers, puis à l'automne 1968 il rejoint la toute nouvelle université Paris-VIII. Il en est professeur émérite.
Engagé au PCF, il s'est spécialisé très tôt dans l'histoire du mouvement ouvrier français. Dans ce cadre il soutient une thèse universitaire, publiée en 1965 aux Éditions sociales, sur Le mouvement socialiste en France (1893-1905) : les guesdistes, qui est une étude pionnière sur l'implantation locale du socialisme « marxiste » en France et la création de la Section française de l'Internationale ouvrière (SFIO), tant par son sujet que par sa méthodologie. Il met à profit sa connaissance du leader et théoricien socialiste Jules Guesde pour publier diverses études à son propos et sur ses rapports avec Jean Jaurès. Il a participé à plusieurs ouvrages collectifs et donné plusieurs contributions au Cahiers d'histoire. Revue d'histoire critique, publiée par Espaces Marx et la Fondation Gabriel Péri.
Il est un des membres du comité initial de rédaction de la revue Le Mouvement social. Historien militant pour que ne s'efface pas la mémoire des luttes ouvrières, il a longtemps présidé l'association des amis de la Commune de Paris (1871), dont il est président d'honneur. Il est aussi un des collaborateurs du Dictionnaire biographique du mouvement ouvrier français et du Dictionnaire biographique, mouvement ouvrier, mouvement social.
Il était marié avec l'historienne Germaine Willard. Il meurt dans la nuit du 29 au 30 novembre 2017 à Boulogne-Billancourt, à l'âge de 95 ans,.

## Publications
- La fusillade de Fourmies, éditions sociales, Paris, 1957
- Babeuf, textes choisis, éditions sociales, les classiques du peuple (introduits par Germaine et Claude Willard)
- Jules Guesde, textes choisis (1867-1882), éditions sociales, les classiques du peuple, 1959 (préface et commentaires). 158 p.
- Le mouvement socialiste en France (1893-1905) : les guesdistes, éditions sociales, 1965. 770 p.
- Socialisme et communisme français, éditions Armand Colin, Paris, réédité de nombreuses fois depuis la 1re éditions de 1967
- Le socialisme de la renaissance à nos jours, Presses universitaires de France, 1971.
- La genèse du Parti ouvrier, éditions sociales, 1981
- Jules Guesde, l'apôtre et la loi, éditions ouvrières, Paris, 1991
- (direction d'ouvrage) La France ouvrière (des origines à nos jours), Éditions de l'Atelier, 3 volumes, 1991-1995.
- (dialogue avec Henri Jourdain) Comprendre pour accomplir, éditions sociales, 1982
- (entretien avec Pierre Villon) Résistant de la première heure, éditions sociales, 1983